# João Pedro Geraldino dos Santos Galvão
João Pedro Geraldino dos Santos Galvão (Ipatinga, 9 maart 1992) – alias João Pedro – is een Braziliaans voetballer die doorgaans als centrale middenvelder speelt.

## Clubcarrière

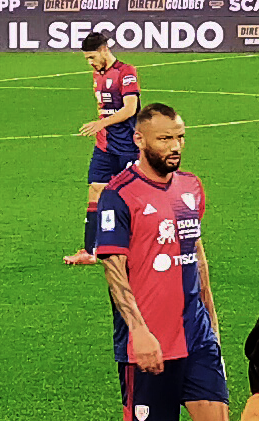
João Pedro in 2022

João Pedro is afkomstig uit de jeugdopleiding van Atlético Mineiro. In 2010 tekende hij een vijfjarig contract bij het Italiaanse US Palermo. Die club leende hem uit aan het Portugese Vitória SC en het Uruguayaanse CA Peñarol. In 2012 keerde de centrale middenvelder terug naar Brazilië, waar hij zich aansloot bij Santos. Eén jaar later trok de Braziliaan naar het Portugese GD Estoril-Praia, waar hij zich tijdens het seizoen 2013/14 in de kijker speelde met acht treffers in vijfentwintig competitiewedstrijden. In 2014 werd João Pedro voor twee miljoen euro verkocht aan Cagliari. Op 3 november 2014 scoorde hij zijn eerste doelpunt in de Serie A in het Stadio Olimpico tegen SS Lazio.

## Clubstatistieken
| Seizoen | Club                | Competitie       | Competitie | Competitie | Competitie | Beker | Beker | Beker | Internationaal | Internationaal | Internationaal | Totaal | Totaal | Totaal |
| Seizoen | Club                | Competitie       | Wed.       | Dlp.       | Ass.       | Wed.  | Dlp.  | Ass.  | Wed.           | Dlp.           | Ass.           | Wed.   | Dlp.   | Ass.   |
| ------- | ------------------- | ---------------- | ---------- | ---------- | ---------- | ----- | ----- | ----- | -------------- | -------------- | -------------- | ------ | ------ | ------ |
| 2010    | Atlético Mineiro    | Série A          | 11         | 0          | 0          | 0     | 0     | 0     | 2              | 0              | 0              | 13     | 0      | 0      |
| 2010/11 | US Palermo          | Serie A          | 1          | 0          | 0          | 0     | 0     | 0     | 3              | 0              | 0              | 4      | 0      | 0      |
| 2010/11 | → Vitória Guimarães | Liga Portugal    | 6          | 0          | 0          | 0     | 0     | 0     | —              | —              | —              | 6      | 0      | 0      |
| 2012    | → CA Peñarol        | Primera División | 15         | 6          | 6          | 0     | 0     | 0     | 8              | 1              | 1              | 23     | 7      | 7      |
| 2012    | Santos              | Série A          | 10         | 0          | 0          | 0     | 0     | 0     | —              | —              | —              | 10     | 0      | 0      |
| 2013/14 | GD Estoril-Praia    | Liga Portugal    | 24         | 8          | 3          | 7     | 1     | 0     | 10             | 0              | 2              | 41     | 9      | 5      |
| 2014/15 | GD Estoril-Praia    | Liga Portugal    | 3          | 1          | 0          | 0     | 0     | 0     | —              | —              | —              | 3      | 1      | 0      |
| 2014/15 | Cagliari Calcio     | Serie A          | 29         | 5          | 2          | 1     | 0     | 0     | —              | —              | —              | 30     | 5      | 2      |
| 2015/16 | Cagliari Calcio     | Serie B          | 38         | 13         | 7          | 3     | 0     | 1     | —              | —              | —              | 41     | 13     | 8      |
| 2016/17 | Cagliari Calcio     | Serie A          | 22         | 7          | 3          | 0     | 0     | 0     | —              | —              | —              | 22     | 7      | 3      |
| 2017/18 | Cagliari Calcio     | Serie A          | 22         | 5          | 1          | 2     | 1     | 0     | —              | —              | —              | 24     | 6      | 1      |
| 2018/19 | Cagliari Calcio     | Serie A          | 34         | 7          | 3          | 2     | 0     | 0     | —              | —              | —              | 36     | 7      | 3      |
| 2019/20 | Cagliari Calcio     | Serie A          | 36         | 18         | 4          | 3     | 1     | 0     | —              | —              | —              | 39     | 19     | 4      |
| 2020/21 | Cagliari Calcio     | Serie A          | 37         | 16         | 3          | 3     | 0     | 0     | —              | —              | —              | 40     | 16     | 3      |
| 2021/22 | Cagliari Calcio     | Serie A          | 37         | 13         | 4          | 2     | 0     | 0     | —              | —              | —              | 39     | 13     | 4      |
| 2022/23 | Fenerbahçe          | Süper Lig        | 20         | 4          | 1          | 1     | 0     | 0     | 7              | 1              | 1              | 28     | 5      | 2      |
| 2023    | → Grêmio            | Série A          | 14         | 0          | 1          | 1     | 0     | 0     | —              | —              | —              | 15     | 1      | 1      |
| 2024    | → Grêmio            | Série A          | 11         | 0          | 0          | 15    | 3     | 0     | 4              | 0              | 0              | 30     | 3      | 0      |
| TOTAAL  | TOTAAL              | TOTAAL           | 370        | 103        | 38         | 40    | 6     | 1     | 34             | 2              | 4              | 444    | 112    | 43     |

Bijgewerkt tot en met 1 juli 2024.

## Interlandcarrière
In 2009 nam João Pedro met Brazilië –17 deel aan het Zuid-Amerikaans kampioenschap voor spelers onder 17 jaar in Chili en het WK onder 17 in Nigeria.

## Erelijst
Cagliari Calcio
- Serie B

2016